# Илга-Иволга
«Илга-Иволга» (латыш. Vālodzīte) — художественный фильм режиссёра Яниса Стрейча, снятый по сценарию Вольдемара Бааля на Рижской киностудии в 1972 году.

## Сюжет
В самом начале войны офицер Красной Армии Фёдор Полигин попал в плен. После побега, его, тяжело раненого, взял на хутор «Иволги» старый Язеп. Рана не давала возможности Фёдору немедленно уйти, и он некоторое время прятался в большом сарае.
Внучка Язепа Илга и Фёдор полюбили друг друга, но, преследуемые полицией, вынуждены были искать себе другое убежище. Партизанам удалось переправить раненого офицера через линию фронта. Беглянку Илгу приютила семья партизанского связного, но вскоре её выдал кто-то из сельчан.
Илга при аресте была убита карателями. Кристине удалось спасти её новорождённую дочь, которую Фёдор увидел только много лет спустя взрослой девушкой-невестой, необыкновенно похожей на мать.

## В ролях
- Лига Лиепиня — Илга
- Геннадий Корольков — Фёдор Полигин
- Николай Ерёменко (старший) — Фёдор в зрелые годы
- Валентинс Скулме — Язеп
- Ивар Калныньш — Юрис
- Дина Купле — Кристина
- Юрис Плявиньш — Артур
- Алита Алкне-Бругане — мать Артура
- Эвалдс Валтерс — автобусный попутчик

В эпизодах:
Янис Зенне, А. Бандиерис, Арно Упениекс, Робертс Цеплитис

## Съёмочная группа
- Автор сценария: Вольдемар Бааль
- Режиссёр-постановщик: Янис Стрейч
- Оператор-постановщик: Марис Рудзитис
- Композитор: Петерис Плакидис
- Художник-постановщик: Инара Антоне
- Звукооператор: Саида Трегулова
- Оператор: Г. Криевс
- Художник по костюмам: Наталия Шапорина
- Художник-гримёр: Эдите Баркевича
- Монтажёр: М. Сурдеко
- Редактор: И. Черевичник
- Директор: Г. Блументалс